# Jana Henke
Jana Hanke (Alemania, 1 de octubre de 1973) es una nadadora alemana retirada especializada en pruebas de estilo libre larga distancia, donde consiguió ser medallista de bronce olímpica en 1992 en los 800 metros.

## Carrera deportiva
En los Juegos Olímpicos de Barcelona 1992 ganó la medalla de bronce en los 800 metros estilo libre, con un tiempo de 8:30.99 segundos, tras la estadounidense Janet Evans y la australiana Hayley Lewis. Además ganó la plata en los relevos de 4 x 100 metros estilo, tras Estados Unidos y por delante del Equipo Unificado.